# Zbigniew Lippe

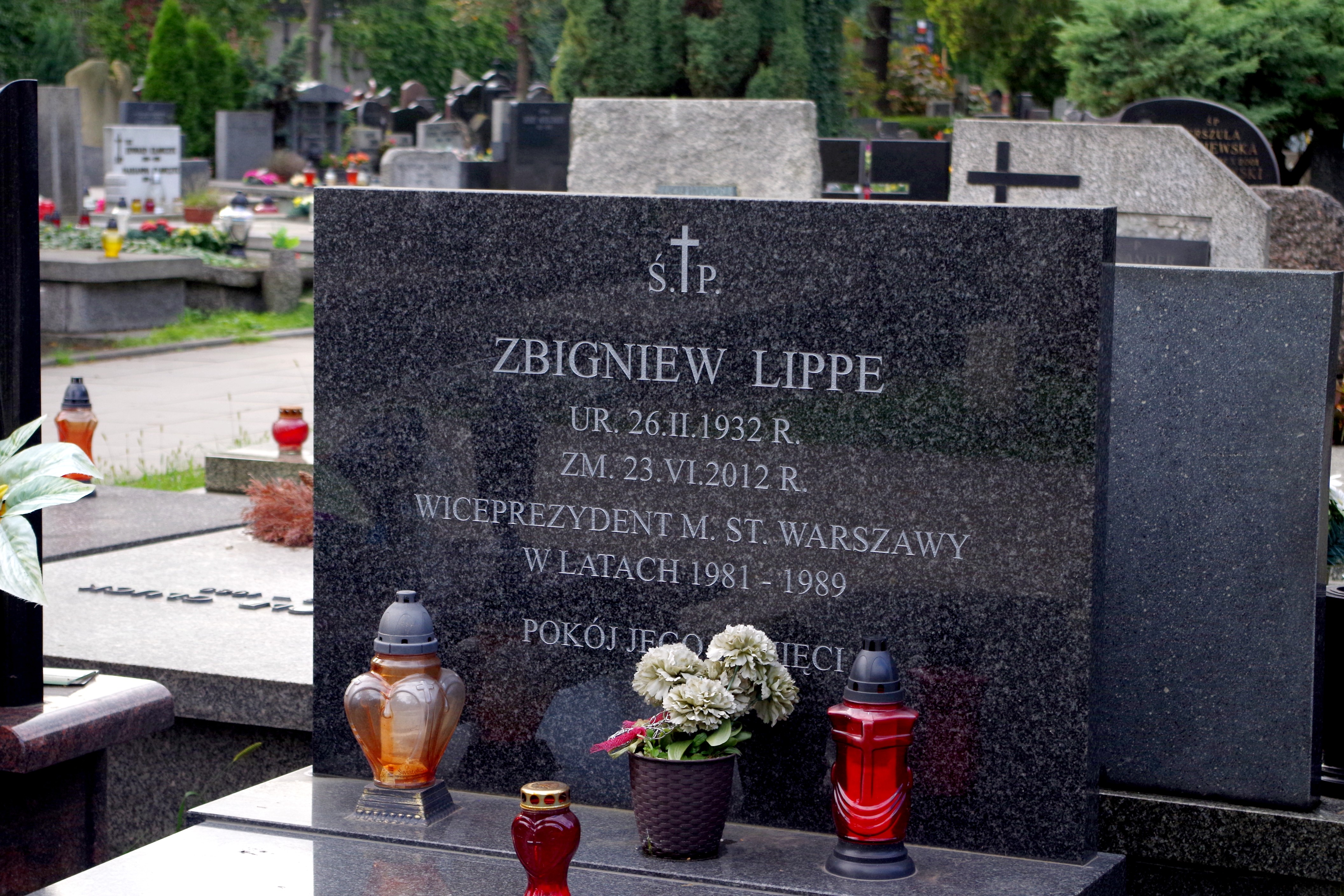
Grób Zbigniewa Lippe na Wojskowych Powązkach w Warszawie

Zbigniew Lippe (ur. 26 marca 1932, zm. 23 czerwca 2012) – polski samorządowiec, wiceprezydent oraz wieloletni radny m.st. Warszawy.

## Życiorys
W latach 70. XX wieku, piastował stanowisko naczelnika Urzędu Dzielnicy Ochota, Okęcie, Ursus i Włochy w Warszawie, a w latach 80. – wiceprezydenta m.st. Warszawy odpowiedzialnego za stołeczny handel. Wieloletni radny Warszawy oraz dzielnicy Ochota. Członek Porozumienia Samorządowego Oddział Terenowy Warszawa-Ochota.
Został pochowany na  Cmentarzu Wojskowym na Powązkach w Warszawie (kwatera C39-10-7).

## Wybrane odznaczenia
- Krzyż Komandorski Orderu Odrodzenia Polski[1],
- Krzyż Oficerski Orderu Odrodzenia Polski[1],
- Krzyż Kawalerski Orderu Odrodzenia Polski[1],
- Srebrny Krzyż Zasługi[1],
- Złoty Medal „Za zasługi dla obronności kraju”[1]